# Architektura wczesnopiastowska
Sztuka wczesnopiastowska – sztuka rozwijająca się na ziemiach polskich w wieku X i do ok. połowy XI. Określenie zostało wprowadzone przez historyka sztuki, prof. Lecha Kalinowskiego i dotyczyło całości zjawisk obejmujących okres przedromański i romański. Najczęściej stosowane jest dla określenia elementów sztuki sprzed czeskiego najazdu Brzetysława w 1038 roku, czyli dla okresu przedromańskiego. Dla czasów od restytucji monarchii piastowskiej zazwyczaj używany jest termin sztuka romańska. 

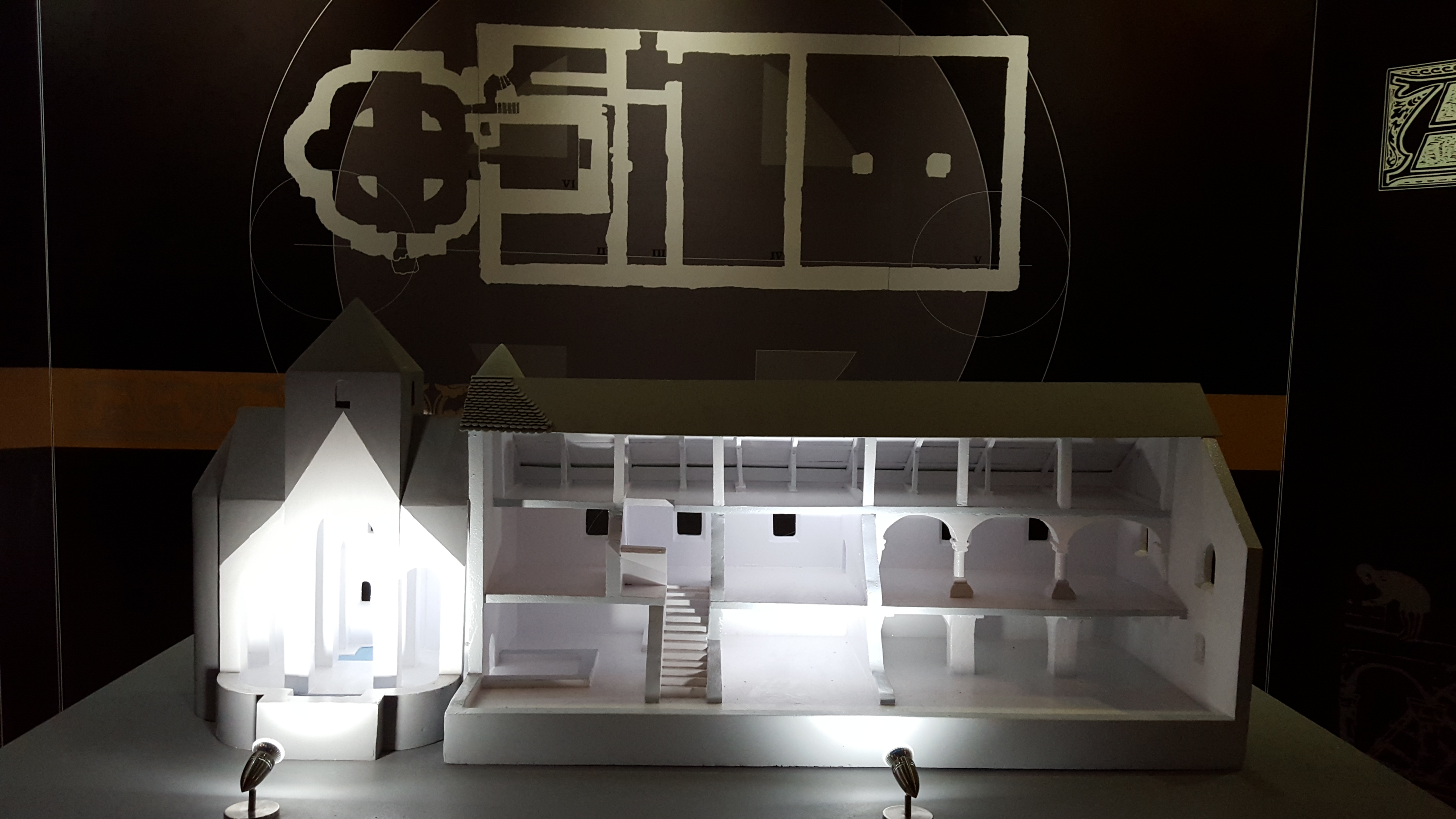
Palatium na Ostrowie Lednickim (rekonstrukcja)

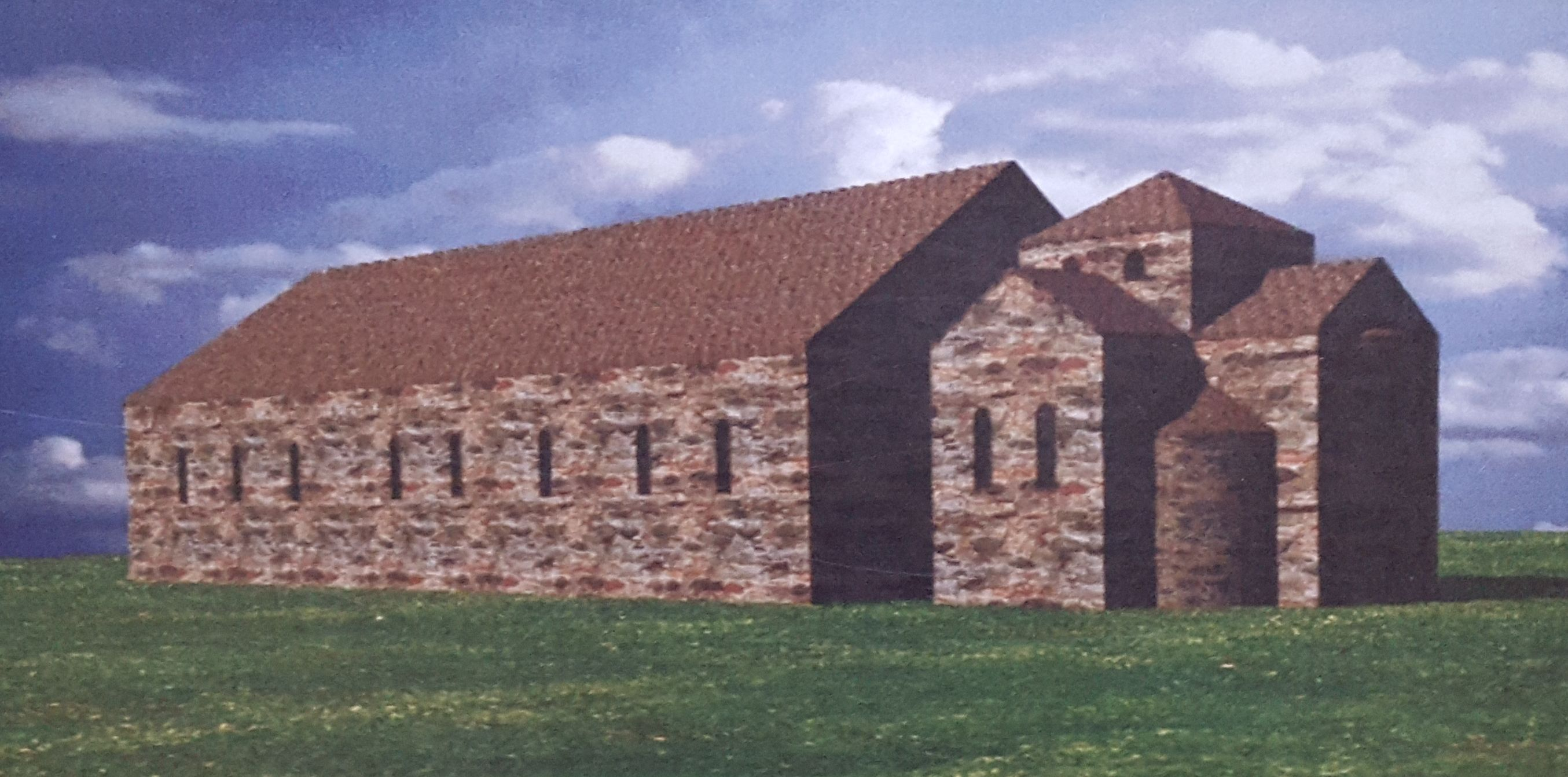
Ostrów Lednicki palatium - rekonstrukcja

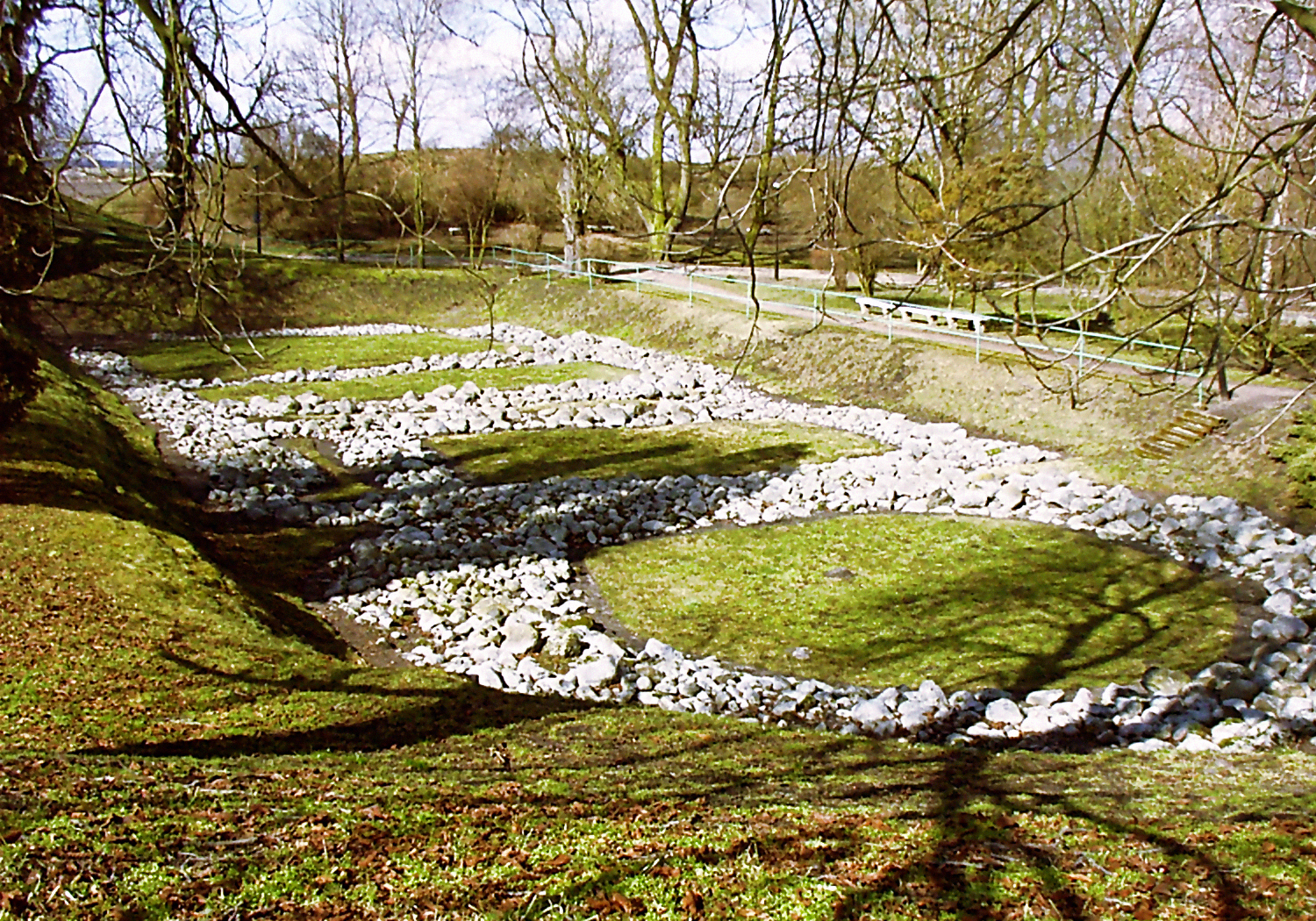
Palatium i kaplica w Gieczu

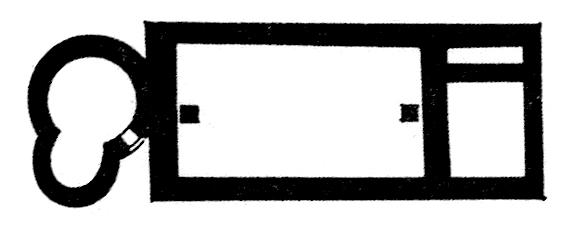
Palatium i kaplica w Przemyślu

Przyjęcie chrześcijaństwa związane jest z budową pierwszych kościołów wznoszonych na terenie słowiańskich grodów i początkiem nowego zjawiska na ziemiach polskich, jakim była sztuka przedromańska. Nadal uprawiano znane już wcześniej rzemiosła i zdobiono wyroby tradycyjnymi wzorami. Stopniowo jednak przyjmowano nowe formy, techniki i sposoby zdobienia. Elementy nowe, związane ze sztuką romańską, w pierwszym momencie związane były z potrzebami nowego kultu. W tym okresie wśród znalezisk przeważają wyroby sprowadzane z innych warsztatów. Z czasem elementy romańskie przeniknęły do wyrobów związanych ze sztuką użytkową. Podobnie w architekturze, pierwsze przejawy sztuki romańskiej są widoczne w budowanych kamiennych świątyniach oraz ośrodkach władzy świeckiej, jakimi były rezydencje władców. Jednocześnie kontynuowane były starsze tradycje wznoszenia grodów otoczonych ziemno-drewnianymi wałami i zabudową mieszkalną znaną przed przyjęciem chrześcijaństwa.
Brak jednolitości stylistycznej spowodował przyjęcie określenia sztuka wczesnopiastowska dla wszystkich zjawisk zachodzących w tym okresie. Żadna z wczesnopiastowskich budowli nie przetrwała do naszych czasów. Prace wykopaliskowe przyniosły podstawową wiedzę o ich wyglądzie, a także pozwoliły na poznanie zachowanych zabytków sztuki wczesnopiastowskiej związanej z rodzimym rzemiosłem i dziełami pochodzącymi z importu. Nowy kierunek sztuki był wzorowany na osiągnięciach sztuki śródziemnomorskiej; czerpał z tradycji przynoszonych przez pierwszych misjonarzy. Stąd w najstarszych budowlach występuje wiele analogii do architektury północnych Włoch i państwa wielkomorawskiego. Widoczne są także wpływy sztuki karolińskiej, a w okresie późniejszym coraz silniejsze wpływy sztuki ottońskiej. Zazwyczaj przyjmuje się, że ramy historyczne okresu przedromańskiego otwiera moment pojawienia się pierwszych budowli związanych z chrześcijaństwem, a zamyka najazd księcia Brzetysława w 1038. Okres odbudowy państwa rozpoczęty przez Kazimierza Odnowiciela należy już w znacznym stopniu do czasów romańskich.

## Palatiaw Gieczu, Poznaniu, Ostrowie Lednickim i Przemyślu
- Palatium w Gieczu – budowę rozpoczęto pod koniec X wieku (nie wiadomo, czy starsza jest budowla na Ostrowie Lednickim czy w Gieczu) i nigdy jej nie ukończono. Odsłonięte podczas prac wykopaliskowych fundamenty rezydencji ukazują plan budowli założonej na obrysie prostokąta (35,0 m x 16,0 m) podzielonego na trzy części. Do niej, od strony wschodniej przylegają fundamenty budowli na planie koła o średnicy 16,0 m. Pomieszczenie przylegające do kaplicy ma dodatkowo wydzielony niewielki korytarz. Obecnie w miejscu wczesnopiastowskiego grodu znajduje się rezerwat archeologiczny, w którym nadal prowadzone są badania naukowe. Prace ujawniły pozostałości dwóch niewielkich kościołów zbudowanych w XI wieku w Gieczu. Fragmenty jednego z nich (był to kościół jednonawowy z czworobocznym prezbiterium zamkniętym absydą od strony wschodniej i emporą od strony zachodniej) zostały odnalezione pod murami romańskiego kościoła św. Mikołaja datowanego na przełom XII i XIII wieku. Drugi, także jednonawowy, był położony na terenie Grodziszczka, na północ od palatium. Jego budowa jest datowana na XI wiek (najprawdopodobniej został zbudowany na początku wieku, a rozbudowywany do XIII w.). W pierwszej fazie budowy powstała nawa z wyniesionym nad kryptą chórem zamkniętym półkolistą absydą. Krypta była miejscem kultu relikwii. Podczas rozbudowy dodano od strony zachodniej masyw składający się z chóru zachodniego, nad którym znajdowało się kwadratowe pomieszczenie flankowane dwoma okrągłymi wieżami z wbudowanymi spiralnymi schodami. Obecnie, powyżej ruin kościoła zachowanych w części podziemnej, znajduje się drewniany kościół Jana Chrzciciela z XVII w.
- Palatium na Ostrowie Lednickim – zostało zbudowane podczas panowania Mieszka I i Bolesława Chrobrego. Na podstawie przeprowadzonych badań archeologicznych wyodrębniono trzy fazy budowy i rozbudowy rezydencji zapoczątkowane w latach sześćdziesiątych X wieku. Palatium zostało zrealizowane na planie prostokąta o wymiarach 32,0 x 14,0 m, w którym wydzielono cztery pomieszczenia. Od wschodu przylegała do niego budowla centralna na planie krzyża greckiego, w którego ramionach umieszczono niewielkie absydy, a od strony wschodniej dodano absydę ołtarzową. Krzyż z absydami tworzył w rzucie formę czwórliścia, w którego środku umieszczono cztery filary o zaokrąglonych powierzchniach zewnętrznych podpierające dach lub sklepienie zamykające budowlę. Zdaniem archeologów była to kaplica lub baptysterium (Hipoteza o pełnieniu funkcji baptysterium jest wiązana z odnalezionymi w latach 1988 i 1989 w najstarszej części budowli dwoma zagłębionymi strukturami przypominającymi misy chrzcielne. To odkrycie związane jest także z postawieniem hipotezy o znajdującej się w tym miejscu pierwszej siedzibie biskupa, przed przeniesieniem jej do Poznania). Podczas rozbudowy datowanej na początek XI wieku w największym pomieszczeniu rezydencji dodano dwa masywne filary. To sugeruje nadbudowę wyższej kondygnacji i umieszczenie nad skrajnym pomieszczeniem sali reprezentacyjnej. Możliwe, że rozbudowa dotyczyła także kaplicy, nad którą nadbudowano wieżę. Trzecia faza budowy (XII w.) wiązana jest z odbudową palatium po zniszczeniach z 1038 r. W tym okresie dobudowano do kaplicy od strony zachodniej kryptę w stylu romańskim.

Prowadzone badania archeologiczne ujawniły w części północnej grodu pozostałości kolejnej budowli – niewielkiego kościoła o jednej nawie z prostokątnym prezbiterium zakończonym półkolistą absydą. Ten niewielki kościół (lub kaplica) datowany jest na drugą połowę X wieku. W jego środkowej części nawy znaleziono pozostałości dwóch grobowców.
- Palatium w Poznaniu – zostało odkryte dopiero w 1999 r. podczas badań archeologicznych prowadzonych na poznańskim Ostrowie Tumskim. Obiekt powstał nie wcześniej niż na przełomie lat 40. i 50. X wieku. Najprawdopodobniej jego forma była zbliżona do zabudowań wzniesionych na Ostrowie Lednickim. Jednak obecna faza badań nie pozwala jeszcze na potwierdzenie tej hipotezy. Badania utrudnia położenie obszaru wykopalisk – pod zachowanym gotyckim kościołem NMP.
- Palatium w Przemyślu – poza analogiami innych palatiów wczesnopiastowskich oraz materiałem ceramicznym, który pozwala datować obiekt przemyski między połową X i połową XI wieku, nie ma innych przesłanek archeologicznych pozwalających te ramy zacieśnić. Na podstawie kontekstu historycznego większość badaczy przyjmuje powstanie palatium na koniec panowania Bolesława Chrobrego. Istnieją dwie hipotezy określające funkcję budynku: według jednej z nich była to siedziba księcia ewentualnie biskupa albo (według nowszych ustaleń) monaster klasztoru benedyktynów i przylegająca do niego rotunda. Badania archeologiczne odsłoniły istnienie na Wzgórzu Zamkowym w Przemyślu prostokątnej budowli o wymiarach 34,2 x 15,2 m i przylegającej do niego rotundy na planie koła o średnicy 11,2 m. Do rotundy przylega absyda zbudowana także na planie koła o mniejszej średnicy.

## Wawel
Wawel – prace prowadzone na Wzgórzu Wawelskim ujawniły istnienie pochodzących z okresu sprzed panowania Kazimierza Odnowiciela trzech budowli na planie centralnym:
- rotundy dwuabsydowej, tzw. kościoła B (do centralnego walca przylegały dwie absydy umieszczone naprzeciw siebie, w absydzie zachodniej umieszczono emporę),
- czteroabsydowej rotundy Najświętszej Marii Panny (tetrakonchos, w której cztery absydy usytuowane na przecinających się pod kątem prostym osiach; była to najprawdopodobniej rotunda dwupoziomowa z przylegającą do niej od strony zachodniej czworoboczną wieżą i niewielką kolistą wieżyczką schodową),
- jednoabsydowej.

Z okresu panowania Kazimierza Odnowiciela pochodzą pozostałości tzw. Sali o 24 słupach. Budowla ta zaliczana jest do architektury przedromańskiej i uważa się, że odgrywała rolę palatium. Najprawdopodobniej była to dwupoziomowa rezydencja, w której aula reprezentacyjna mieściła się powyżej sali o wnętrzu podzielonym na pięć naw przez cztery rzędy po 6 filarów. Z czasów Kazimierza Odnowiciela pochodzi także kościół św. Gereona na Wawelu. Była to budowla trójnawowa z transeptem. Prezbiterium oraz nawy zakończone były absydami. Pod prezbiterium umieszczono kryptę. Odnaleziono także ślady po tzw. budowli czworokątnej o nieznanym przeznaczeniu i stołpie.

## Kościoły w Poznaniu i Gnieźnie
Kościoły bazylikowe – oprócz wymienionych już budowli na planie centralnym, wśród zabytków architektury wczesnopiastowskiej natrafiono na pozostałości kościołów budowanych na planie prostokąta. Wiadomo o istnieniu takich budowli na terenie Poznania i Gniezna, ale nieznany jest ich wygląd. Podczas prac wykopaliskowych odsłonięto fragmenty pierwszych kościołów katedralnych zbudowanych na podgrodziach.
- Katedra poznańska została zbudowana przed 968 r. Kamienną bazylikę o długości 48,0 m poprzedzono od zachodu korpusem wzorowanym na budowlach ottońskich i karolińskich. W podziemiach katedry widoczne są pozostałości dolnych partii tego kościoła. Wcześniej w tym miejscu została zbudowana budowla na planie czworokąta. Odnaleziona w jej wnętrzu wapienna misa była przez wiele lat utożsamiana z istnieniem w tym miejscu baptysterium i oficjalnym przyjęciem chrześcijaństwa przez Mieszka I. Obecnie hipoteza ta jest podważana przez niektórych badaczy i wymaga przeprowadzenia jeszcze wielu badań weryfikacyjnych.
- Znaczenie katedry w Gnieźnie łączy się ze sprowadzeniem ciała św. Wojciecha. Wiadomo, że istniał w tym miejscu kościół, którego pozostałości są widoczne w podziemiach katedry. Jednak przedstawiana w podziemiach rekonstrukcja kościoła nadal jest tylko hipotezą nie potwierdzoną przez badania archeologiczne.
- Kolegiata w Tumie w swoich fundamentach zawiera pozostałości, założonego prawdopodobnie w roku 997, pierwszego w Polsce opactwa benedyktynów pod wezwaniem Najświętszej Marii Panny i św. Aleksego fundacji Bolesława Chrobrego. Ślady opactwa odkryto podczas remontu w 1954 roku. W 1140 opactwo przeniesione zostało do Mogilna, klasztor rozebrano, a jego fundamenty zasypano.